# Coventry
Coventry (AFI: /ˈkɒvəntri/) è una città del Regno Unito nelle West Midlands, in Inghilterra.
Ha lo status di distretto metropolitano e storicamente era parte della contea del Warwickshire.
Sorge a 153 km a nord-ovest dal centro di Londra, 31 km a sud-est di Birmingham, 39 km a sud-ovest di Leicester e 16 km a nord di Warwick.
È il centro avente lo status di città del Regno Unito, accordatole nel 1345, più lontano dal mare.
Per numero di abitanti (344 322 al 2017) Coventry è la dodicesima città del Regno Unito, la nona d'Inghilterra e la seconda delle Midlands Occidentali.
La vicinanza di Birmingham fa sì che Coventry non sia considerata una delle città facenti parte del Core Cities Group.
Coventry è la città che vanta il primo gemellaggio al mondo, con la città sovietica di Stalingrado (odierna Volgograd, in Russia), stabilito durante la seconda guerra mondiale.
La relazione si sviluppò a seguito della volontà dei cittadini di Coventry, sottoposti a bombardamento dall'aviazione nazista nella notte tra il 14 ed il 15 novembre 1940 durante la seconda guerra mondiale, di mostrare il loro sostegno all'Armata Rossa durante la Battaglia di Stalingrado del 1942/43.
I bombardamenti del 1940 furono così violenti che da essi fu coniato il termine coventrizzare.
La città è sede della omonima diocesi anglicana, che ha sede nella cattedrale di Coventry, uno dei più recenti edifici del suo genere nel Regno Unito essendo stato ricostruito a opera di Basil Spence dal 1950 in avanti a seguito della distruzione occorsagli nel corso dei citati bombardamenti.
Coventry è sede di due università: quella omonima, con sede nel centro cittadino, e, nonostante il nome, quella di Warwick, con sede nella periferia meridionale della città.
Coventry e i suoi dintorni, con le sue industrie automobilistiche, diede un contribuito storico allo sviluppo dell'industria metalmeccanica del Regno Unito.

## Geografia fisica

### Confini
Coventry forma la più ampia parte dell'area metropolitana di Coventry e Bedworth.
La Green belt delle Midlands Occidentali, che circonda la città in tutti i suoi lati, ha prevenuto l'espansione di questa all'interno della contea amministrativa del Warwickshire e del borgo metropolitano di Solihull (diviso da Coventry tramite il cosiddetto "Meriden Gap"), e ha aiutato a prevenire l'amalgama della città con le circostanti cittadine di Kenilworth, Nuneaton, Leamington Spa, Warwick, Rugby e Balsall Common.
Vedute panoramiche del centro della città di Coventry dalla torre della Cattedrale
|  |  |

|  |  |

### Clima
Come con il resto delle isole britanniche e i midlands, il clima di Coventry è di tipo oceanico con estati fresche e inverni tiepidi. La stazione meteorologa del Met Office più vicina è quella di Coundon/Coventry Bablake. Le temperature registrate a Coventry variano dai -18,2 °C del febbraio 1947 ai 35,1 °C dell'agosto 1990. La temperatura più bassa registrata dall'inizio del millennio sono i -10,8 °C del dicembre 2010.
| Coundon/Bablake              | Mesi  | Mesi  | Mesi  | Mesi  | Mesi  | Mesi  | Mesi  | Mesi  | Mesi  | Mesi  | Mesi | Mesi  | Stagioni | Stagioni | Stagioni | Stagioni | Anno    |
| Coundon/Bablake              | Gen   | Feb   | Mar   | Apr   | Mag   | Giu   | Lug   | Ago   | Set   | Ott   | Nov  | Dic   | Inv      | Pri      | Est      | Aut      | Anno    |
| ---------------------------- | ----- | ----- | ----- | ----- | ----- | ----- | ----- | ----- | ----- | ----- | ---- | ----- | -------- | -------- | -------- | -------- | ------- |
| T. max. media (°C)           | 6,9   | 7,2   | 9,9   | 12,4  | 16,2  | 19,1  | 21,8  | 21,4  | 18,1  | 13,9  | 9,7  | 7,6   | 7,2      | 12,8     | 20,8     | 13,9     | 13,7    |
| T. min. media (°C)           | 1,4   | 1,0   | 2,9   | 4,0   | 7,0   | 9,9   | 12,2  | 11,8  | 9,7   | 6,7   | 3,7  | 2,3   | 1,6      | 4,6      | 11,3     | 6,7      | 6,1     |
| T. max. assoluta (°C)        | 14,4  | 18,1  | 24,0  | 26,7  | 30,9  | 32,4  | 34,4  | 35,1  | 34,2  | 28,2  | 20,6 | 18,9  | 18,9     | 30,9     | 35,1     | 34,2     | 35,1    |
| T. min. assoluta (°C)        | −16,7 | −18,2 | −15,6 | −6,1  | −5,0  | −0,6  | −3,4  | 0,8   | −1,1  | −4,9  | −8,9 | −16,1 | −18,2    | −15,6    | −3,4     | −8,9     | −18,2   |
| Precipitazioni (mm)          | 61,2  | 44,2  | 50,6  | 49,3  | 50,8  | 56,9  | 49,5  | 66,3  | 59,0  | 59,4  | 58,0 | 62,3  | 167,7    | 150,7    | 172,7    | 176,4    | 667,5   |
| Ore di soleggiamento mensili | 55,1  | 68,2  | 100,3 | 138,1 | 193,6 | 176,5 | 200,1 | 186,6 | 135,9 | 103,7 | 66,9 | 48,2  | 171,5    | 432,0    | 563,2    | 306,5    | 1 473,2 |

### Quartieri, parrocchie e codici postali
I quartieri della città sono:
| - Allesley - Allesley Green - Allesley Park - Ball Hill - Bell Green - Binley - Bishopsgate Green - Brownshill Green - Canley - Cannon Park - Chapelfields - Cheylesmore - Clifford Park - Coundon | - Courthouse Green - Daimler Green - Earlsdon - Eastern Green - Edgwick - Ernesford Grange - Finham - Fenside - Foleshill - Green Lane - Gibbet Hill - Gosford Green - Hearsall Common | - Hillfields - Holbrooks - Keresley - Little Heath - Longford - Mount Nod - Pinley - Potters Green - Radford - Spon End - Stoke - Stoke Heath - Stoke Aldermoor | - Stivichall - Tanyard Farm - Tile Hill - Victoria Farm - Walsgrave-On-Sowe - Westwood Heath - Whitley - Whitmore Park - Whoberley - Willenhall - Wood End - Woodway Park - Wyken |

Posizione di Coventry nei West Midlands

La città ha due parrocchie civili: Allesley e Keresley.
I codici postali da CV1 a CV6, inclusi, coprono la città di Coventry e il suo immediato suburbio. I codici postali da CV7 a CV47, invece, coprono quasi interamente la vicina contea del Warwickshire, con l'eccezione delle aree attorno a Coleshill, Polesworth, Alcester e Studley nel Warwickshire occidentale, che hanno il codice postale di Birmingham (B).
Comunque, Coventry è la città postale degli insediamenti che ricadono nell'area del codice CV7 (come Balsall Common e Berkswell), benché siano nel vicino Borgo metropolitano di Solihull.

## Storia

### Origini, storia antica e moderna

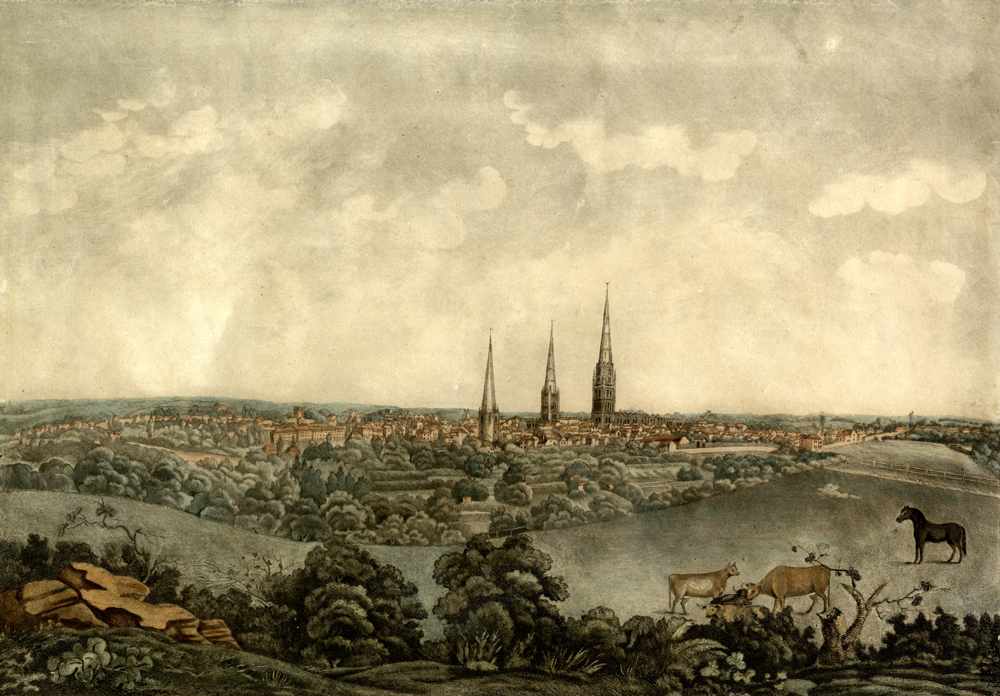
Veduta della Città di Coventry in una rappresentazione di E. Mitchell

Coventry è un'antica città antecedente a molte delle grandi città vicine tra cui Birmingham e Leicester. È probabile che Coventry sia nata da un insediamento dell'età del bronzo nei pressi del centro dell'odierna città dove prende forma l'avvallamento di Coventry. All'epoca, si trattava di una zona ideale per un insediamento, grazie alla presenza di grandi fiumi e laghi: il clima era mite, vi era disponibilità di legna, cibo, acqua e riparo. Le persone della zona di Coventry erano probabilmente i corieltauvi, un popolo di agricoltori che aveva pochi siti ben difesi e segni di governo centralizzato.
I romani insediatisi a Baginton fondarono un altro insediamento. Un altro insediamento si formò nei pressi di un convento sassone, fondato nell'VIII secolo da Sant'Osburga, e raso al suolo nel 1016 dall'esercito invasore danese di Canuto I d'Inghilterra. Leofrico di Coventry e sua moglie Lady Godiva costruirono sui resti del convento e fondarono un monastero dell'ordine benedettino nel 1043 dedicato a Maria. Nel tempo, si instaurò un mercato ai cancelli dell'abbazia e l'insediamento si sviluppò.
Nel XIV secolo Coventry era divenuto un centro importante nel commercio dei tessuti, e durante tutto il Medioevo fu una delle più grandi e più importanti città dell'Inghilterra. I vescovi della diocesi di Lichfield erano spesso definiti vescovi di Coventry e Lichfield, o Lichfield e Coventry (dal 1102 al 1541). Coventry richiese lo status di city mediante un antico uso normativo, le fu riconosciuto un regio decreto legge nel 1345, e nel 1451 divenne contea di diritto.
Si ritiene che gli atteggiamenti ostili dei cittadini nei confronti dei prigionieri Cavalier tenuti a Coventry durante la guerra civile inglese siano all'origine della frase "to be sent to Coventry", che in Gran Bretagna significa "essere ostracizzato"; sebbene ai Cavalier veniva dato cibo per provvedere ai loro bisogni, non gli fu letteralmente mai rivolta parola da nessuno.

### Storia contemporanea
Nel XVIII e XIX secolo, Coventry divenne uno dei maggiori centri britannici di produzione di orologi da polso e orologi ed era classificato insieme a Prescot, vicino a Liverpool e Clerkenwell a Londra. Dato il declino di tale industria, dovuto principalmente alla concorrenza di produzioni svizzere di orologi da polso e orologi, l'abile manodopera di operai si dimostrò fondamentale per fondare l'industria manifatturiera di biciclette ed infine di motociclette, macchine, macchine utensili e aeromobili.
Nel tardo XIX secolo, Coventry divenne uno dei centri maggiori per la produzione di biciclette. Essendo tale industria alimentata dall'invenzione da parte di James Starley e suo nipote John Kemp Starley della Rover Safety Bicycle, che era molto più sicura e popolare della pioniera Penny Farthing. L'azienda divenne poi la Rover. All'iniziio del XX secolo, l'industria della bicicletta si era evoluta in industria automobilistica, e Coventry divenne uno dei centri maggiori dell'industria automobilistica britannica. La sede del design della Jaguar è ancora in città allo stabilimento di Whitley e, sebbene abbiano cessato l'assemblaggio dei veicoli nel loro stabilimento di Browns Lane nel 2004, la sede legale della compagnia è ancora là. Attualmente la Jaguar è controllata dalla Tata Motors.
Nel 1902 Coventry divenne sede di uno dei primi servizi di ambulanza locale in Gran Bretagna. L'industria di divertimento locale fu supportata nel 1910 dall'apertura del primo cinema della città. Il trasporto pubblico fu sostenuto nel 1914 quando gli autobus motorizzati iniziarono a percorrere le strade locali.
Essendo molte proprietà antiche della città sempre meno adatte per l'abitazione, le prime case popolari vennero affittate ai loro inquilini nel 1917. Continuando la base industriale di Coventry ad aumentare un anno dopo la fine della prima guerra mondiale, molti sviluppi di case private e popolari atti ad accogliere il grande influsso di lavoratori, ebbero luogo in tutta la città negli anni 1920 e 1930, in particolare dei quartieri di Radford, Coundon, Canley, Cheylesmore e Stoke Heath. Lo sviluppo di una tangenziale a sud della città, iniziata negli anni 1930 e completata nel 1940, migliorò l'urbanizzazione di alcune aree della città che prima erano rurali.

### Dalla seconda guerra mondiale agli anni '70

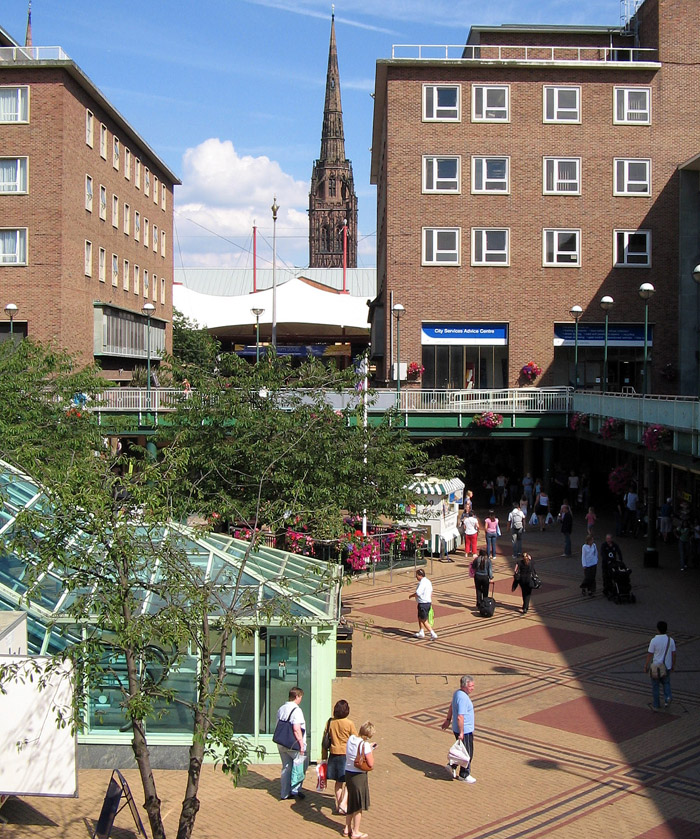
Zona di Coventry con la guglia della cattedrale danneggiata sullo sfondo

Oltre a Londra, Hull e Plymouth, Coventry ha subito più danni di qualsiasi altra città britannica durante gli attacchi della Luftwaffe, durante la seconda guerra mondiale, con enormi "tempeste di fuoco" che hanno devastato la maggior parte del centro della città; infatti, a causa di questi bombardamenti Coventry ha subito gravi danni, la maggior parte dei quali avvenne durante un massiccio raid aereo della Luftwaffe conosciuto con il nome di "Coventry Blitz". Questo bombardamento, avvenuto il 14 novembre 1940, ha causato gravi danni ad ampie zone del centro della città, compresa la storica cattedrale di Coventry, lasciando solo una parte dell'edificio e la guglia. Più di 4 000 case sono state danneggiate o distrutte, insieme a circa tre quarti degli impianti industriali della città. Più di 800 persone sono rimaste uccise, con migliaia di feriti e sfollati.
I tedeschi coniarono il termine "coventrizzare" per descrivere la tattica di completa devastazione urbana sviluppato per il raid.

La città fu probabilmente mirata a causa della sua alta concentrazione di fabbriche produttrici di armamenti, munizioni, aeromobili e motori aerei che hanno contribuito enormemente all'impegno bellico britannico; tuttavia secondo fonti storiche, Hitler ha lanciato l'attacco come vendetta per il bombardamento di Monaco di Baviera da parte della Royal Air Force, accaduto sei giorni prima del Coventry Blitz e ha scelto la città dei midlands perché il suo cuore medievale era considerato come uno dei più belli in Gran Bretagna. Infatti, durante un consiglio di guerra alla fine di Ottobre 1940, Churchill ordinò al capo del Bombing command, Sir Hugh Dowding di bombardare il capoluogo della Baviera, il generale non capì le ragioni di questa azione, dato che Monaco non era un obiettivo strategico ed era al limite del raggio di azione dei Lancaster. Questa è chiamata la trappola di Churchill, perché quando il Fuhrer ebbe la notizia che la città che aveva dato i natali al partito nazionalsocialista era stata bombardata, fu preso dall'ira (era un collerico, brutto difetto in un capo) e ordinò la vendetta. In questo modo, bombardando le città, Churchill aveva sacrificato le città per gli obiettivi strategici che furono tralasciati dalla Luftwaffe e l'aviazione inglese, che era agonizzante all'epoca, ebbe la possibilità di riprendersi. Dopo i bombardamenti, la maggior parte degli edifici storici di Coventry non poteva essere salvato, essendo in stato disastroso, e stati considerati non sicuri per qualsiasi utilizzo futuro: pertanto, diverse strutture sono state demolite per far posto a moderni edifici che hanno cambiato il volto della città al punto da renderla quasi irriconoscibile rispetto al periodo prebellico.
Negli anni del dopoguerra, Coventry fu in gran parte ricostruita sotto la direzione generale del Piano Gibson, che creava una nuova zona commerciale pedonale (la prima del suo genere in Europa in tale scala); inoltre, nel 1962, la tanto celebrata nuova Cattedrale di San Michele, progettata da Sir Basil Spence (che incorpora uno dei più grandi arazzi del mondo), è stata consacrata. La sua guglia in acciaio prefabbricata è stata collocata al proprio posto tramite un elicottero.
Ulteriori sviluppi abitativi nel settore pubblico e privato hanno avuto luogo dopo la seconda guerra mondiale, tra cui un importante quartiere di edifici prefabbricati a South Canley, in parte per ospitare la crescente popolazione della città, in parte per sostituire quelle proprietà bombardate e dichiarate inagibili.
Il boom dell'industria automobilistica di Coventry durante gli anni cinquanta e sessanta, fece entrare Coventry nella cosiddetta "golden age" (in italiano, "età dell'oro") della città. Durante questo periodo il reddito disponibile delle coventriani era tra i più alti del paese e sia gli sport che le arti ne hanno beneficiato: infatti, se in ambito sportivo è stato costruito un nuovo centro sportivo, uno dei pochi nel Regno Unito ad avere impianti con standard olimpici, e il Coventry City Football Club ha raggiunto la Prima divisione di calcio inglese, in ambito artistico è stato costruito il Belgrade Theatre e la Herbert Art Gallery; inoltre, nel centro della città di Coventry, è stata realizzata la zona pedonalizzata commerciale "Precinct", considerata uno dei più riusciti centri di vendita al dettaglio al di fuori di Londra. Nel 1965, il nuovo campus dell'Università di Warwick è stato aperto agli studenti, e è diventato rapidamente uno dei principali istituti di istruzione superiore del paese.
La grande base industriale di Coventry ha anche reso attraente la città per l'ondata di immigrati asiatici e caraibici che arrivavano dalle colonie del Commonwealth dopo il 1948. Nel 1960, la prima moschea di Coventry, una delle prime dell'intera Gran Bretagna, è stata inaugurata lungo Eagle Street al servizio della crescente comunità islamica cittadina.

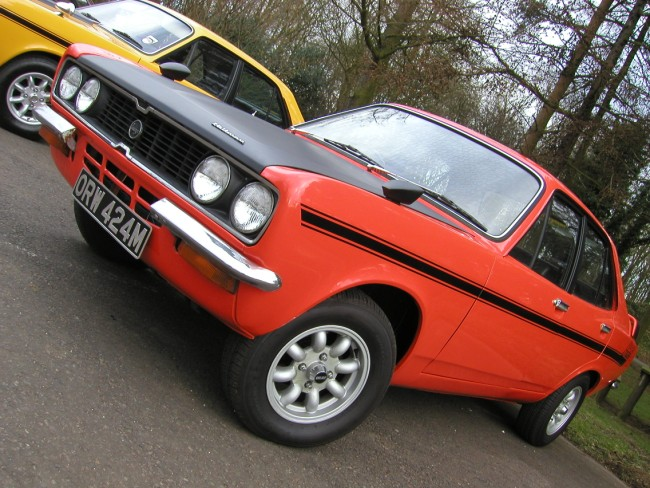
Una Tiger Hillman Avenger del 1972, prodotta a Coventry dalla Chrysler

Con gli anni '70, tuttavia, si è assistito ad un declino dell'industria automobilistica britannica e Coventry ha sofferto particolarmente, soprattutto verso la fine di quel decennio. Dai primi anni '80, Coventry aveva uno dei tassi di disoccupazione più alti tassi di paese ed il tasso di criminalità è conseguentemente salito ben al di sopra della media nazionale.

### Anni 2000
Con l'inizio del nuovo millennio, scrollandosi di dosso l'infausta fama di città depressa, Coventry ha cominciato a essere considerata come una delle più sicure città principali del Regno Unito e si è progressivamente recuperata economicamente con le nuove industrie localizzate in loco, benché l'industria automobilistica sia continuata a diminuire. Infatti, entro il 2008, solamente uno stabilimento di produzione di motori era operativo, quello della LTI, che produce i famosi taxi TX4, un modello di hackney carriage. Il 17 marzo 2010 LTI ha annunciato che non si sarebbero più prodotti carrozzerie e telai negli stabilimenti Coventry, spostando la produzione in Cina e riducendo il compito di assemblaggio finale nella città dei midlands.

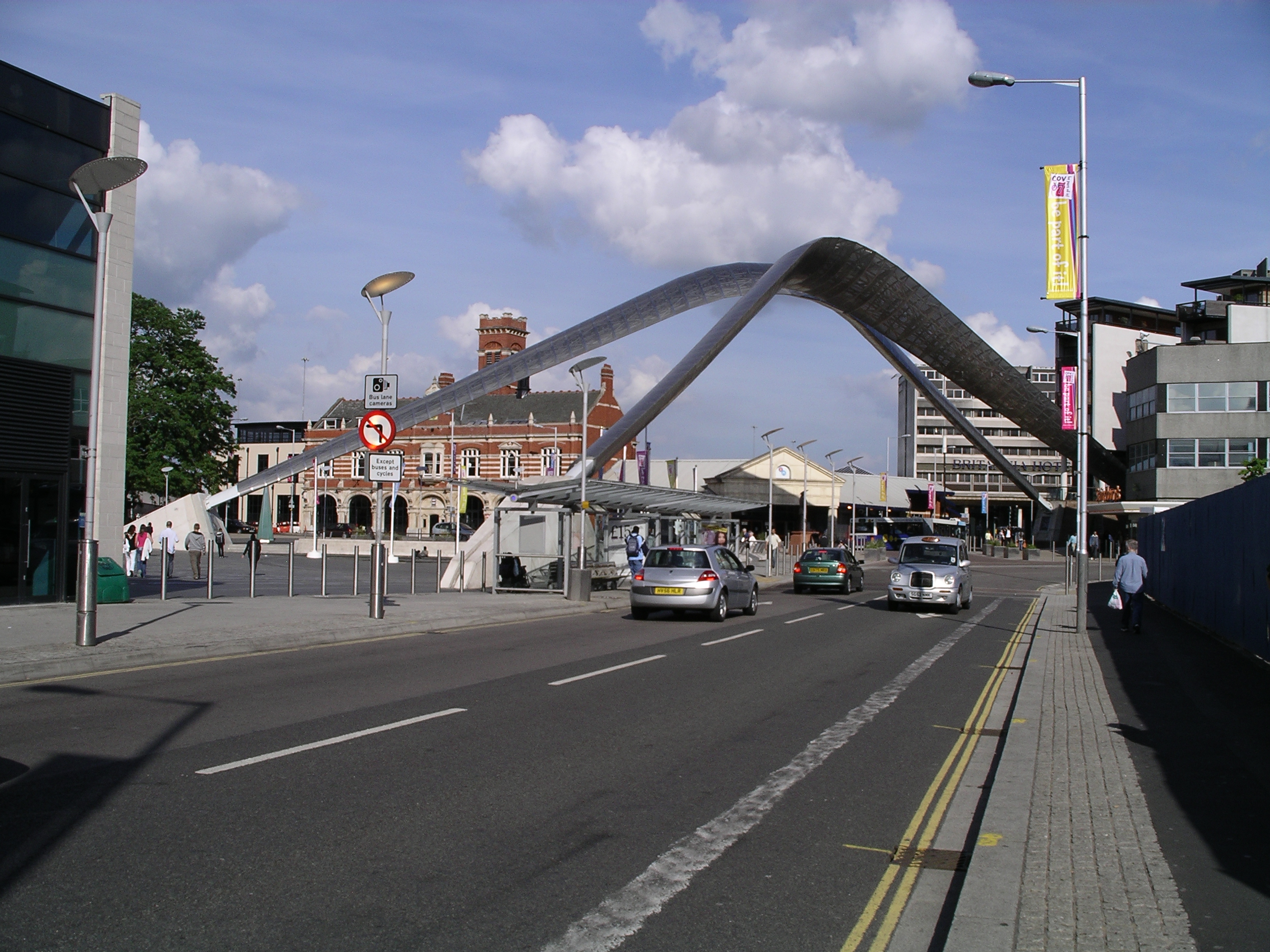
Il Whittle Arch, così chiamato in onore di Frank Whittle, posto fuori dal Transport Museum

Il centro della città è stato sottoposto a importanti opere di riqualificazione urbana. L'Iniziativa Phoenix, progettata da MJP Architects, ha raggiunto la rosa finale per il Premio Stirling del 
2004 e ora ha vinto un totale di 16 premi.
Ulteriori importanti sviluppi sono potenzialmente in corso, in particolare il Progetto Swanswell, che mira sia ad aumentare l'intensità del Swanswell Pool e collegarlo al Coventry Canal Basin, sia alla creazione di un porto turistico urbano e un ampio boulevard in stile parigino. È probabile anche un'ulteriore seconda fase dell'Iniziativa Phoenix, benché entrambi questi progetti sono ancora in fase di realizzazione.
Il fiume Sherbourne scorre in sotterranea presso il centro di Coventry. È previsto, con la riqualificazione urbana del 2009, che questo fiume, tombinato durante la ricostruzione del secondo dopoguerra, venga riaperto, e che lungo le rive di questo venga ricostruito un lungofiume in alcune parti del centro cittadino. Nel mese di aprile 2012, la pedonalizzazione della centrale Broadgate Square è stata completata.
In data 7 dicembre 2017 Coventry è stata designata Città della Cultura del Regno Unito 2021. Le manifestazioni si svolgeranno dal 15 maggio 2021 al maggio 2022.

## Monumenti e luoghi d'interesse

### Cattedrale di Coventry

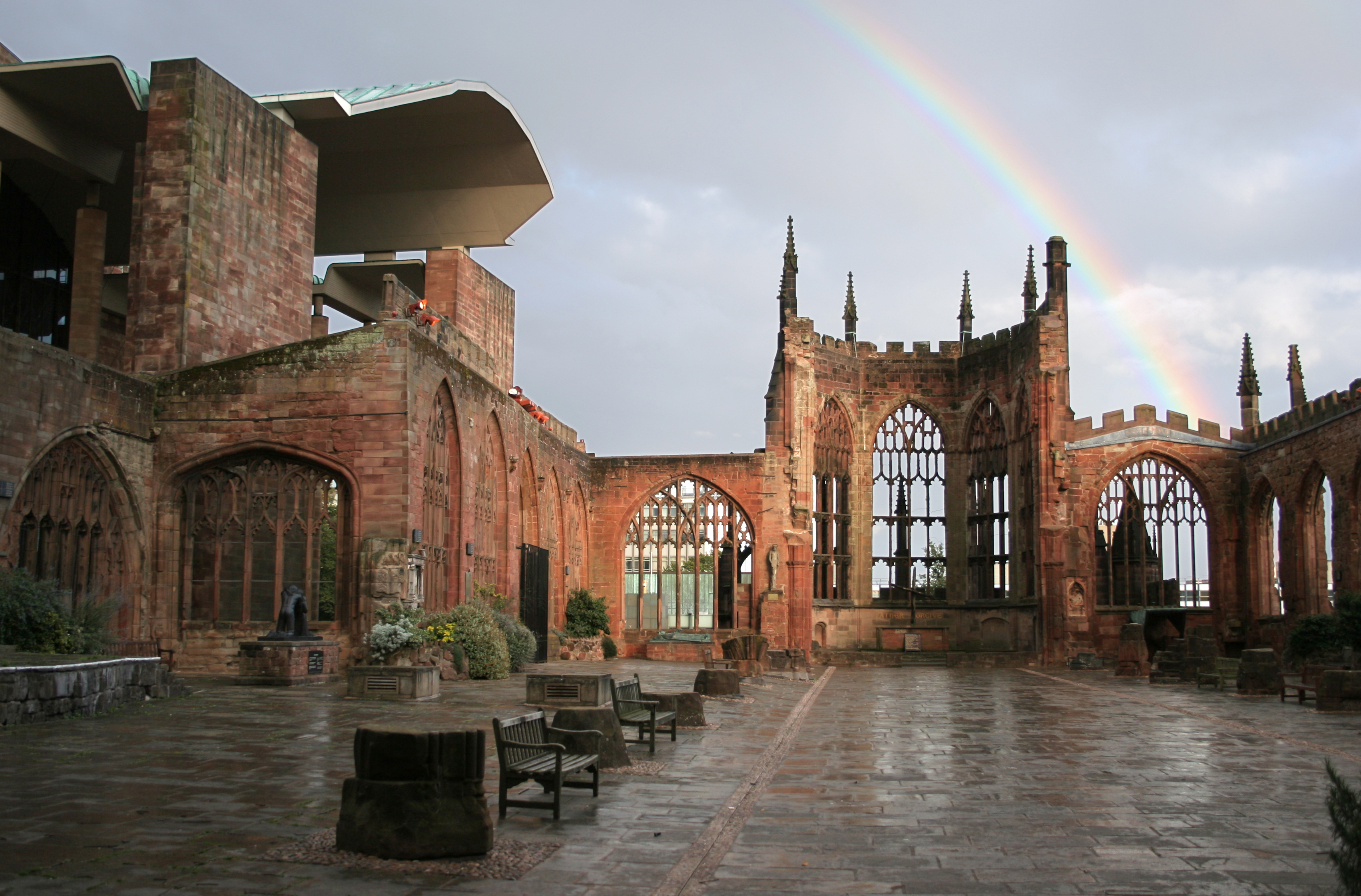
Rovine della cattedrale di Coventry

La cattedrale di San Michele è il simbolo più conosciuto di Coventry e il maggiore luogo d'attrazione per i visitatori. La chiesa del XIV secolo fu in gran parte distrutta dai bombardamenti tedeschi durante la seconda guerra mondiale, lasciando soltanto le mura esterne e la guglia. Con i suoi 92 metri di altezza, la guglia della cattedrale di San Michele è la terza più alta guglia di cattedrale in Inghilterra, dopo le cattedrali di Salisbury e di Norwich: grazie alla progettazione architettonica (nel 1940, infatti, la torre non aveva pavimenti in legno interni e una volta in pietra sotto il campanile) questa guglia è sopravvissuta alla distruzione del resto della cattedrale.
La nuova cattedrale di Coventry, progettata da Sir Basil Spence, è stata inaugurata, nel 1962, accanto alle rovine della vecchia; in occasione dell'inaugurazione della nuova cattedrale Benjamin Britten, ha composto quello che da molti viene considerato il suo capolavoro, "War Requiem".
La cattedrale contiene l'arazzo "Cristo in gloria" di Graham Sutherland. La statua in bronzo della "Vittoria di San Michele sul Diavolo" di Jacob Epstein è montato sulla parte esterna della nuova cattedrale vicino all'ingresso. La Cattedrale è stata descritta nel film del 2009, "Nativity!".
La guglia della vecchia cattedrale costituisce una delle "tre guglie" che dominano lo skyline della città fin dal XIV secolo, le altre sono quelli della chiesa di Cristo (di cui solo la guglia sopravvive) e la chiesa della Santissima Trinità (che è ancora in uso).

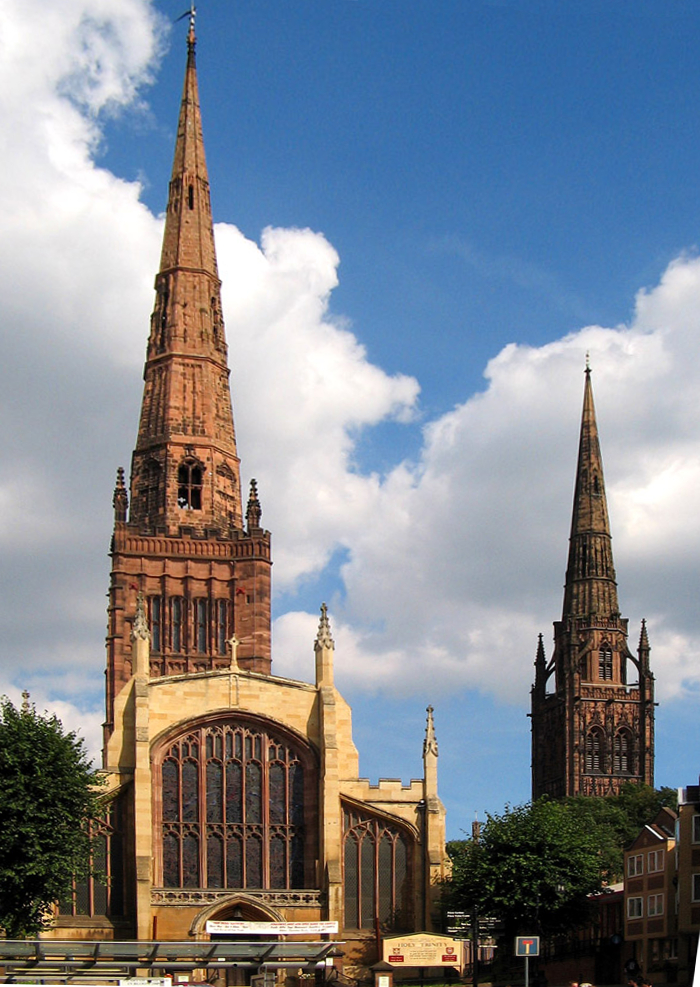
Due delle tre guglie di "Coventry"

### Musei
L'Herbert Art Gallery and Museum è uno delle più grandi istituzioni culturali a Coventry. Un'altra grande attrazione turistica nel centro di Coventry è il Museo dei trasporti di Coventry, che ha la più grande collezione di veicoli fabbricati in Gran Bretagna nel mondo; in questa mostra sono esposti un modello di Thrust2 e uno di ThrustSSC, che sono le più importanti automobili che hanno superato la velocità del suono. Il museo ha ricevuto un'importante ristrutturazione nel 2004, che prevedeva la creazione di un nuovo ingresso come parte del progetto di riqualificazione cittadina "Iniziativa Phoenix". A seguito del rinnovamento il museo ha visto superare le proiezioni del numero di visitatori a cinque anni solo entro il primo anno, ed è stato finalista per il Premio Gulbenkian del 2005.
A circa quattro chilometri dal centro della città presso Baginton si trova il Forte Lunt, una fortezza romana ricostruita presso il suo sito originale. Il Museo aeronautico del Midland è situato all'interno della Città di Coventry, nei pressi della parrocchia civile di Baginton, sul terreno adiacente all'aeroporto di Coventry.
Coventry fu uno dei principali centri nella produzione di orologeria nel corso dei XVIII e XIX secoli e diminuendo questo settore industriale, i lavoratori qualificati sono stati fondamentali per la creazione del ciclo commerciale. Un gruppo di appassionati locali fondò un museo lungo Spon Street.

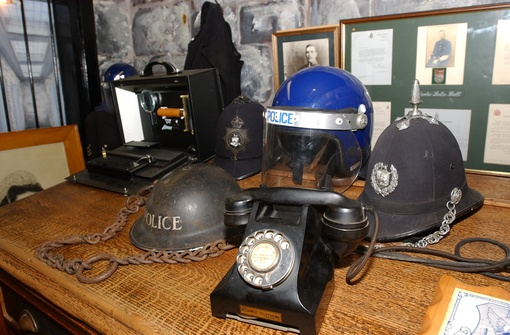
Oggetti in esposizione al museo della polizia di Coventry

La principale stazione di polizia della città, lungo Little Park Street ospita anche il museo della polizia di Coventry. Il museo, in base sotterranea, è diviso in due sezioni: una che rappresenta la storia della polizia della città, e l'altra che espone alcuni dei casi più insoliti, interessanti e macabri della storia della forza. Il museo è finanziato da donazioni di beneficenza.
La fattoria didattica di Coventry era una piccola fattoria situata in un contesto urbano. È stata creata soprattutto per educare i bambini della città che potrebbero non uscire in campagna molto spesso, ma, a causa di problemi di finanziamento, ha chiuso nel 2008.

### Teatri, arene e parchi

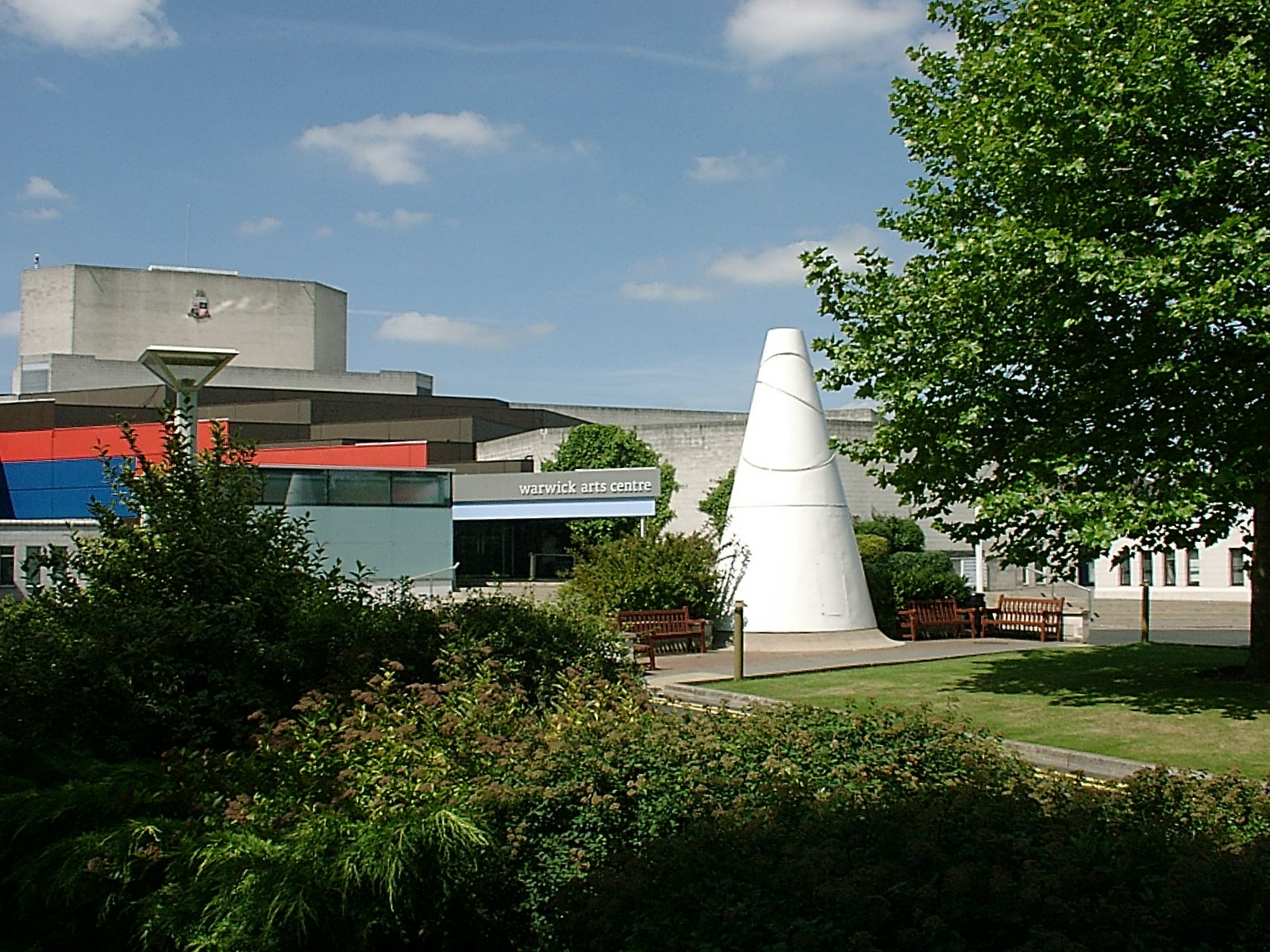
Il Warwick Arts Centre presso il campus dell'Università di Warwick

- Il Warwick Arts Centres, situato presso l'università di Warwick, include una galleria d'arte, un teatro, una sala da concerti e un cinema. Il Warwick Arts Centres è il più grande centro artistico dei midlands e il secondo più grande del Regno Unito, secondo solo al Barbican Centre della Città di Londra.[21][22][23]
- Il College Theatre, che aveva sede al Butts Centre del City College Coventry, era il principale teatro comunitario della città.
- Il Belgrade Theatre è, con i suoi 858 posti a sedere, uno dei più grandi teatri di produzione della Gran Bretagna; è stato il primo teatro civico a essere aperto nel Regno Unito dopo la seconda guerra mondiale. Il teatro ha subito una riqualificazione e è stato riaperto nel settembre 2007; oltre alla ristrutturazione del teatro preesistente, riqualificazione ha aggiunto un nuovo auditorium da 250 posti in studio conosciuto come B2, una varietà di spazi di prova e uno spazio espositivo che ripercorre la storia del teatro a Coventry. Inoltre, è attualmente in costruzione il "Belgrade Plaza", uno sviluppo multiuso, compreso tra la Ring Road e il teatro che comprende la costruzione di un casinò, due alberghi, ristoranti, bar, un parcheggio da 1 100 e appartamenti.
- La Ricoh Arena, situata a poco più di 5 km e mezzo a nord del centro della città, con una capacità di 32 600, è lo stadio di casa del Coventry City FC ed è anche utilizzato per ospitare grandi concerti per alcuni dei più grandi gruppi del mondo, tra cui gli Oasis, Bon Jovi, Lady Gaga, Rod Stewart, i Kings of Leon e i Red Hot Chili Peppers. È stato anche uno dei luoghi scelti per gli eventi calcistici ai Giochi Olimpici del 2012. L'adiacente Jaguar Exhibition Hall è una sala eventi, di 6 000 posti, che ospita una moltitudine di altri eventi.

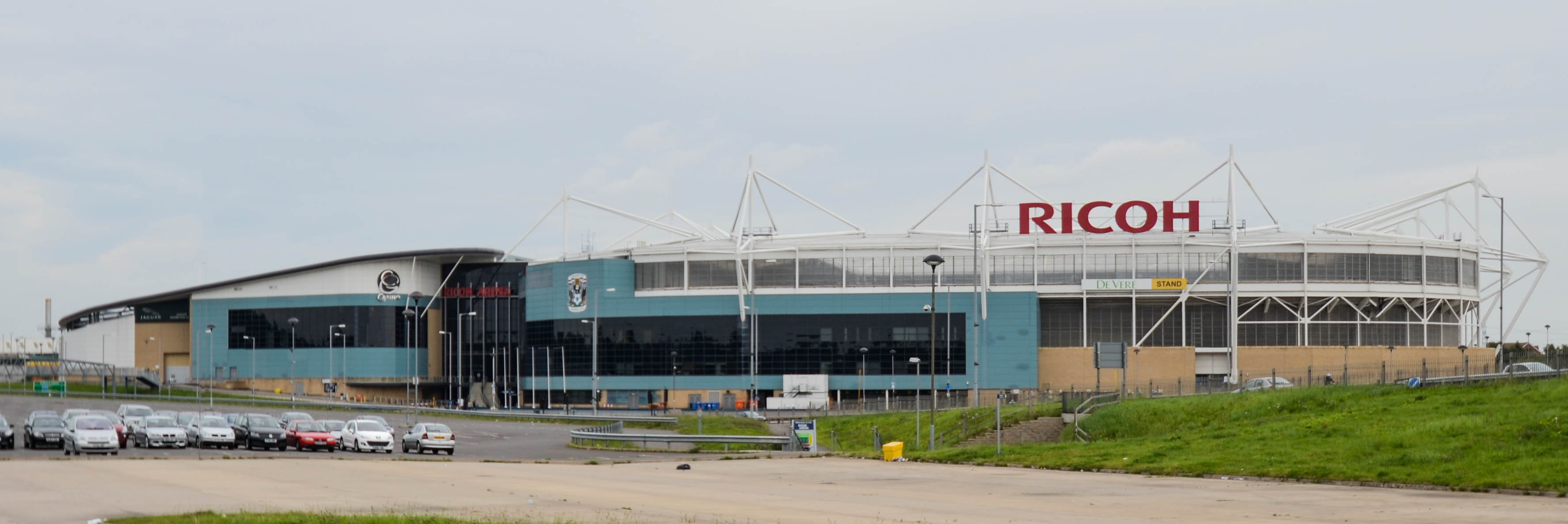
Esterno della Ricoh Arena

- La SkyDome Arena, che è un auditorium sportivo di 3 000 posti, e che ha ospitato artisti come le Girls Aloud, Paul Oakenfold, Judge Jules e Paul Morrell, eventi di wrestling WWE, TNA e Pro Wrestling Noah, è il terreno di casa della squadra di hockey su ghiaccio, Coventry Blaze.

Similmente la Butts Park Arena, sede del Coventry Rugby Football Club, ospita, occasionalmente, concerti di musica.
- La discoteca Kasbah di Hillfields benché sia stata ribattezzata, dopo la ristrutturazione nel 2007, è ancora spesso indicata con il suo nome precedente, Colosseum, o, per coventriani più anziani, come Orchid Ballroom.
- Il War Memorial Park, conosciuto dai locali semplicemente come il Memorial Park, ospita annualmente vari festival tra cui il "Festival Godiva" e il "Festival caraibico di Coventry".

## Società

### Evoluzione demografica
Popolazione di Coventry

### Etnie e minoranze straniere
Come la maggior parte delle principali città britanniche, Coventry ha una grande popolazione di una minoranza etnica, che costituiscono il 33,4% della popolazione al censimento del 2011. La minoranza etnica residente è concentrata nei rioni di Foleshill di St. Michael's. L'islam è la religione con il maggior numero di adepti, dopo quella cristiana; sia le religioni sikh e indù sono significativamente rappresentate in modo maggiore che nel resto dei West Midlands in generale.
Nel censimento,
- il 66,6% identifica se stesso come bianco britannico, rispetto al 79,2% nella regione dei Midlands Occidentali e al 79,8% in Inghilterra.
- il 33,4% identifica se stesso come non-bianco britannico, rispetto al 20,8% nella regione dei Midlands Occidentali e al 20,2% in Inghilterra.

La popolazione non-bianca britannica si individua come segue:
- il 7,2% come "altri bianchi" (bianchi irlandesi, gitani irlandesi e altri bianchi, comprensiva della maggior parte degli altri europei) rispetto al 3,6% nella regione dei Midlands Occidentali e al 5,7% in Inghilterra.
- il 2,7% identifica se stesso come "multietnico" rispetto al 2,4% nella regione dei Midlands Occidentali e al 2,2% in Inghilterra.
- il 16,3% identifica se stesso come "asiatico" (compresi indiani, pakistani, bengalesi, cinesi e altri gruppi asiatici del sud) rispetto al 10% nella regione dei Midlands Occidentali e al 7,7% in Inghilterra.
- il 5,5% identifica se stesso come "nero" (tra cui gli africani, i caraibici e altri) rispetto al 3,2% nella regione dei Midlands Occidentali e al 3,4% in Inghilterra.
- l'1,6% identifica se stesso come "altri" (compresi gli arabi e altri) rispetto allo 0,9% nella regione dei Midlands Occidentali e all'1,0% in Inghilterra.

Coventry ha una grande popolazione studentesca, di cui circa 15 000 provenienti dall'estero,, che si trovano nel Regno Unito per alcuni mesi per motivi di studio.

## Cultura

### Istruzione

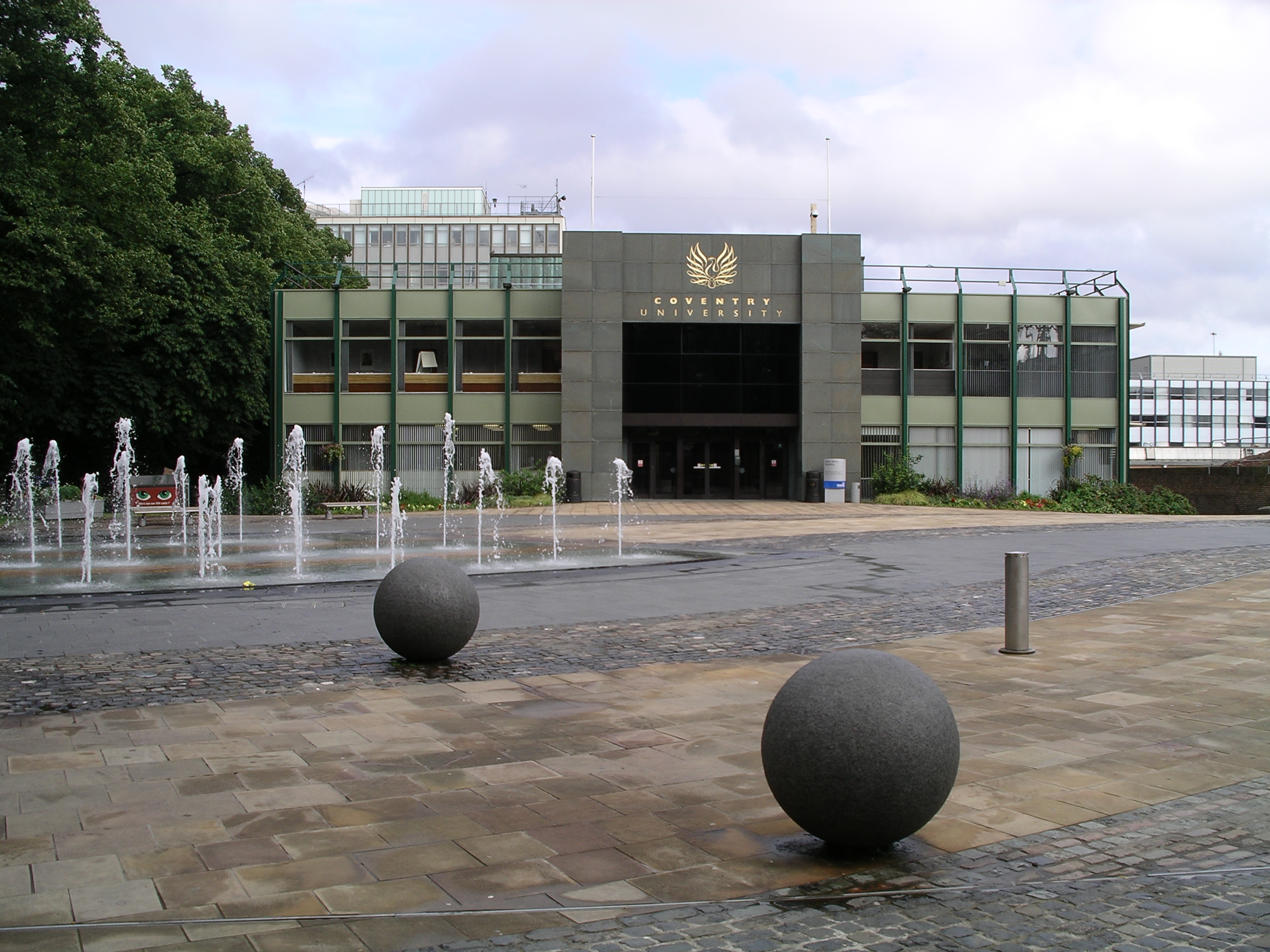
L'edificio Alan Berry, università di Coventry

A Coventry hanno sede due università; l'università di Coventry, che sorge in un moderno campus nel centro della città, e l'università di Warwick si trova a poco più di 5½ km a sud del centro della città, a cavallo del confine tra Coventry e la contea del Warwickshire. L'università di Warwick, ch'è parte del Russell Group, è una delle sole cinque università a non essere mai state classificate fuori dai primi dieci in termini di eccellenza didattica e di ricerca; un team di quest'università ha vinto il trofeo del programma televisivo della BBC University Challenge nell'aprile 2007.
L'università di Coventry è uno delle poche università a eseguire un corso di laurea, di fama mondiale, in design automobilistico nella facoltà nota come Coventry School of Art and Design.

### Istruzione secondaria

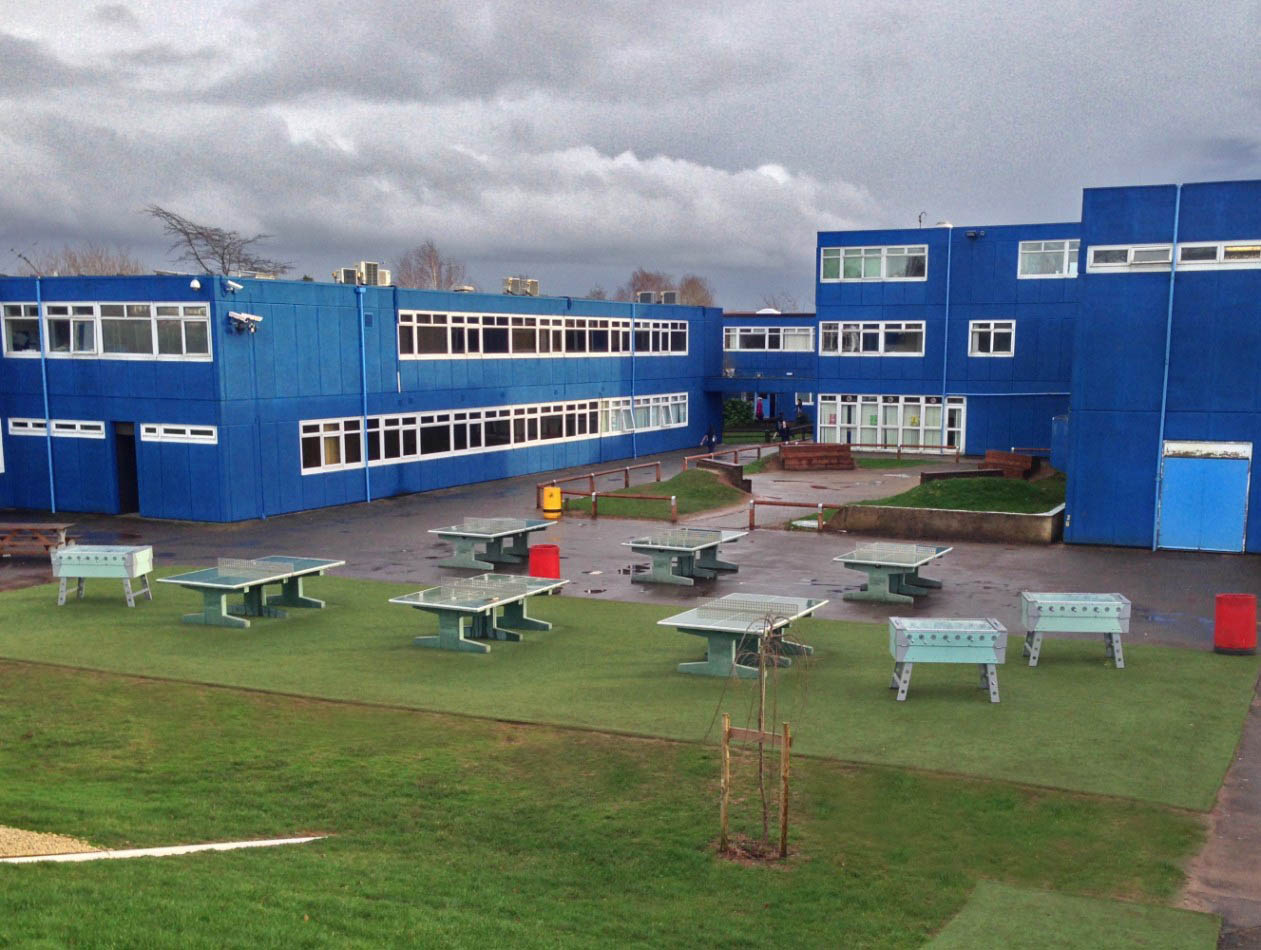
Cortile della Finham Park School

Coventry ha anche altri tre istituti di istruzione superiore entro i confini della città: il City College, l'Henley College e l'Hereward College.
Molte delle scuole secondarie in e intorno a Coventry sono istituti specializzati; esempi sono la Finham Park School, college specializzato in matematica e informatica, scuola di formazione degli insegnanti e l'unica scuola di Coventry a offrire ai propri studenti la possibilità di studiare per il Baccellierato Internazionale; la Coventry Blue Coat Church of England School, recentemente diventata un collegio specializzato in musica, uno dei pochi nel paese; la Bishop Ullathorne RC School è diventata un collegio specializzato nelle discipline umanistiche nel 2006; la Woodlands School di Coventry, col suo centro sportivo di recente costruzione, è ora anche una scuola specializzata nelle attività sportiva; il Pattison College, scuola privata aperta nel 1949, specializzata nelle arti dello spettacolo; la Caludon Castle School, una scuola specializzata nelle materie legate agli affari e alle impresa, ricostruita tra 2005 e il 2007; la Cardinal Newman Catholic School and Community College, scuola privata cattolica, fondata nel 1969.

### Letteratura
Nel corso del XIX secolo, Coventry era ben nota grazie all'autrice George Eliot, nata nei pressi di Nuneaton, nel Warwickshire, che usava la città come setting per il suo famoso romanzo Middlemarch (del 1871).
Legato alla città è il poeta Philip Larkin in quanto egli è nato e cresciuto a Coventry, dove suo padre lavorava come tesoriere.
Anche il romanziere Graham Joyce, vincitore del "Premio O Henry" è originario della parrocchia civile di Keresley. Il suo romanzo The Facts Of Life, vincitore del "Premio World Fantasy", è ambientato a Coventry durante il bombardamento della guerra e nel periodo della ricostruzione post-bellica.

### Teatro e televisione

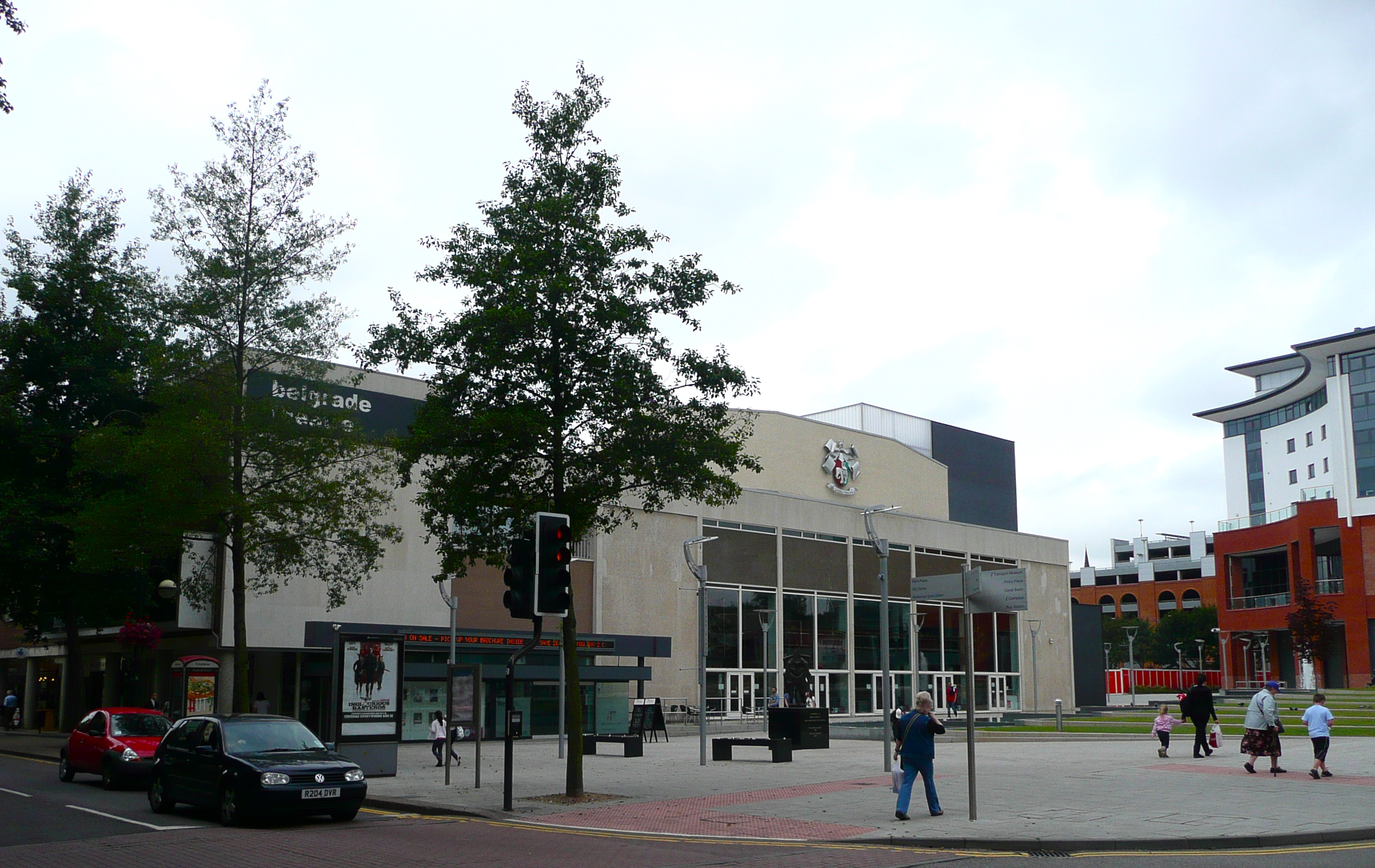
Belgrade Theatre

Coventry Carol prende il nome dalla città di Coventry. Era un canto eseguito nel dramma intitolato The Pageant of the Shearmen and Tailors, scritto nel XV secolo come una degli Spettacoli del "Ciclo dei misteri di Coventry"; questi spettacoli raffiguravano la storia della natività, e, in particolare, i testi del Coventry Carol sono riferiti all'Annunciazione della Strage degli Innocenti, che era alla base del The Pageant of the Shearmen and Tailors. Questi spettacoli venivano tradizionalmente eseguiti sui gradini della (vecchia) cattedrale, e si ritiene che gli spettacoli del 1484 e del 1584 siano state eseguiti rispettivamente per Riccardo III ed Enrico VII.
Il Belgrade Theatre ha riproposto il "Ciclo di N-Town" (o "di Coventry"), nel 2000, per celebrare le celebrazioni del millennio della città: il teatro produce ora i misteri ogni tre anni.
Il Belgrade Theatre è stato il primo teatro civile della Gran Bretagna appositamente costruito, inaugurato nel 1958. Nel 1965 la prima società del mondo Theatre In Education (TiE) è stata fondata per sviluppare la forma teatrale come un modo di ispirare l'apprendimento nelle scuole. Il movimento TiE si diffuse in tutto il mondo, il Belgrade Theatre offre ancora una serie di programmi per i giovani della città di Coventry.
Il drammaturgo Alan Pollock è cresciuto a Coventry; altri autori drammaturghi associati alla città sono Nick Walker e Chris O'Connell, fondatore del Theatre Absolute della città.

### Cinema
Nel film Un colpo all'italiana, la famosa scena delle Mini Cooper, guidate ad alta velocità attraverso le fogne di Torino, è stata, in realtà, girata a Coventry, utilizzando quelle che allora erano le più grandi condotte fognarie del paese.
Più recentemente varie località attorno a Coventry sono state utilizzate nel film candidato ai BAFTA The Bouncer interpretato da Ray Winstone, All in the Game (girato presso la Ricoh Arena), interpretato da Ray Winstone, la serie TV Angels (serie televisiva) (girata al Walsgrave Hospital), la sitcom della BBC Keeping Up Appearances (girata nei quartieri di Stoke Aldermoor e Binley Woods) e, nell'agosto del 2006, le scene de "Il codice shakespeariano", un episodio della terza serie di Doctor Who, sono state girate nel parco del Ford's Hospital.
Nel 2013, anche la commedia drammatica di ITV, Love and Marriage, è stato girato in città. 
Inoltre, nel gennaio dello stesso anno, ITV ha annunciato che il suo ultimo reality show televisivo sarebbe stato intitolato Sent to Coventry, con l'obiettivo di essere l'"antitesi settentrionale" del reality The Only Way is Essex.

### Musica

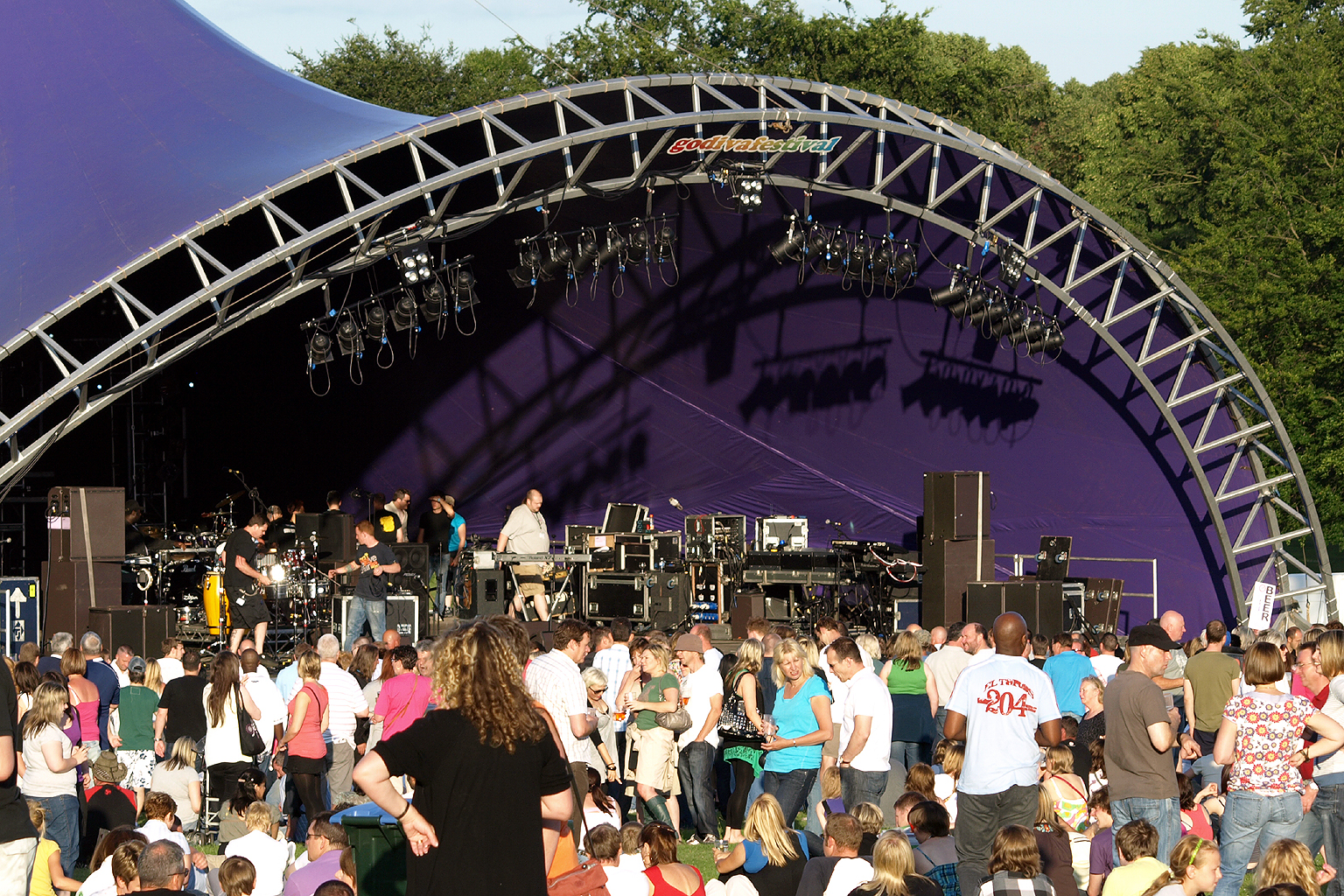
Il "Festival Godiva", uno dei maggiori eventi nel calendario artistico e culturale di Coventry

Durante la fine degli anni settanta e i primi anni ottanta, Coventry era il centro del fenomeno musicale 2 tone ska; band come i The Specials e i The Selecter, produttrici di single e album 2-tone-ska, provenivano dalla città; i The Specials, in particolare, hanno raggiunto, con due diversi single, la prima posizione della Official Singles Chart nel 1979, con "Too Much Too Young", e nel 1981, con "Ghost Town". Single notevoli dei The Selecter includono, invece, "On My Radio" e "Three Minute Hero".
Oggi Coventry è conosciuta per la sua gamma di eventi musicali tra cui uno dei programmi internazionali di jazz più importanti del Regno Unito, il "Coventry Jazz Festival", e il premiato "Festival Godiva". Durante il sabato annuale in cui si tiene il "Festival Godiva", una sfilata di carnevale inizia del centro della città e si fa strada verso il War Memorial Park, dove si svolge il festival.

## Economia

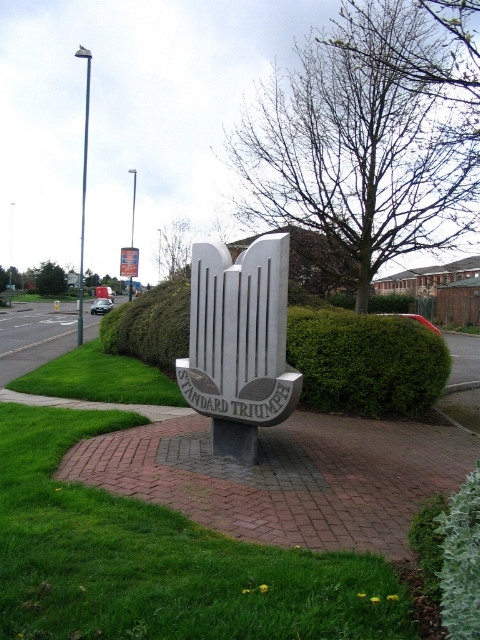
Monumento alla Standard Triumph, lungo Herald Avenue. Adiacente al monumento, la targa su cui si trova l'iscrizione:"dedicata ai produttori e ai dipendenti dei veicoli Standard e Triumph, le cui auto sono stati costruiti in questo sito tra il 1919 e il 1980".

Storicamente Coventry era la più importante sede della produzione di fettucce nel Regno Unito. In questo settore gareggiava a livello nazionale solo con Norwich e Leicester e a livello internazionale con Saint-Étienne in Francia.
Coventry è stata a lungo un centro di produzione automobilistico e motociclistico e, fin dal 1896, la città ha contribuito in modo significativo per l'industria automobilistica britannica; in città avevano, infatti sede, oltre alle note Humber, Hillman, Riley, Francis-Barnett, Daimler e Triumph, casa motociclistica le cui origini risalgono al 1902 in una fabbrica di Coventry, anche la Coventry Motette, The Great Horseless Carriage Company e la Swift Motor Company.
La storica azienda produttrice di macchine agricole, la Massey-Ferguson, era situata lungo Banner Lane, a Tile Hill, fino alla sua chiusura negli ultimi anni 90. Anche se l'industria automobilistica è diminuita quasi al punto di "estinzione", la società Jaguar ha mantenuto in città la sua sede centrale (a Whitley) e un team del settore Ricerca e sviluppo (presso l'Università di Warwick), e la Peugeot ha ancora un grande centro di produzione di alcune parti lungo Humber Road. I famosi taxi neri di Londra sono stati prodotti a Coventry dalla LTI fino al 2008, anno durante la quale è stata delocalizzata la produzione delle carrozzerie e dei telai in Cina ed è stato ridotto il compito di assemblaggio finale nella fabbrica della città dei midlands.
Anche la fabbricazione di macchine utensili è stata storicamente una grande industria a Coventry e una delle più importanti aziende del settore, la Alfred Herbert Ltd, è diventata una delle più grandi aziende di macchine utensili in tutto il mondo.
In anni successivi l'azienda ha affrontato una dura concorrenza da parte dei costruttori di macchine utensili stranieri e ha cessato l'attività nel 1983. Altri famosi costruttori di macchine utensili di Coventry includono la A.C. Wickman e la Webster & Bennett. L'ultima fabbricatrice di macchine utensili di Coventry è stata la Matrix Churchill che è stata costretta a chiudere, tra molte polemiche e malumori, in seguito allo scandalo del "Supercannone iracheno" (legato al Progetto Babilonia): la Matrix Churchill sarebbe stata di proprietà del governo di Saddam Hussein tramite società di comodo, e per questo motivo è stata decretata la sua chiusura.
I principali settori industriali di Coventry sono: automobilistico, di apparecchiature elettroniche, di macchine utensili, di macchine agricole, di fibre artificiali, di componenti aerospaziali e di apparecchiature di telecomunicazione. Negli ultimi anni, la città si è allontanata dal settore secondario verso quello terziario, in quanto in città si sono stabilite compagnie che offrono servizi alle imprese, finanza, ricerca, progettazione e sviluppo oltre che industrie creative, logistiche e del tempo libero.

## Infrastrutture e trasporti

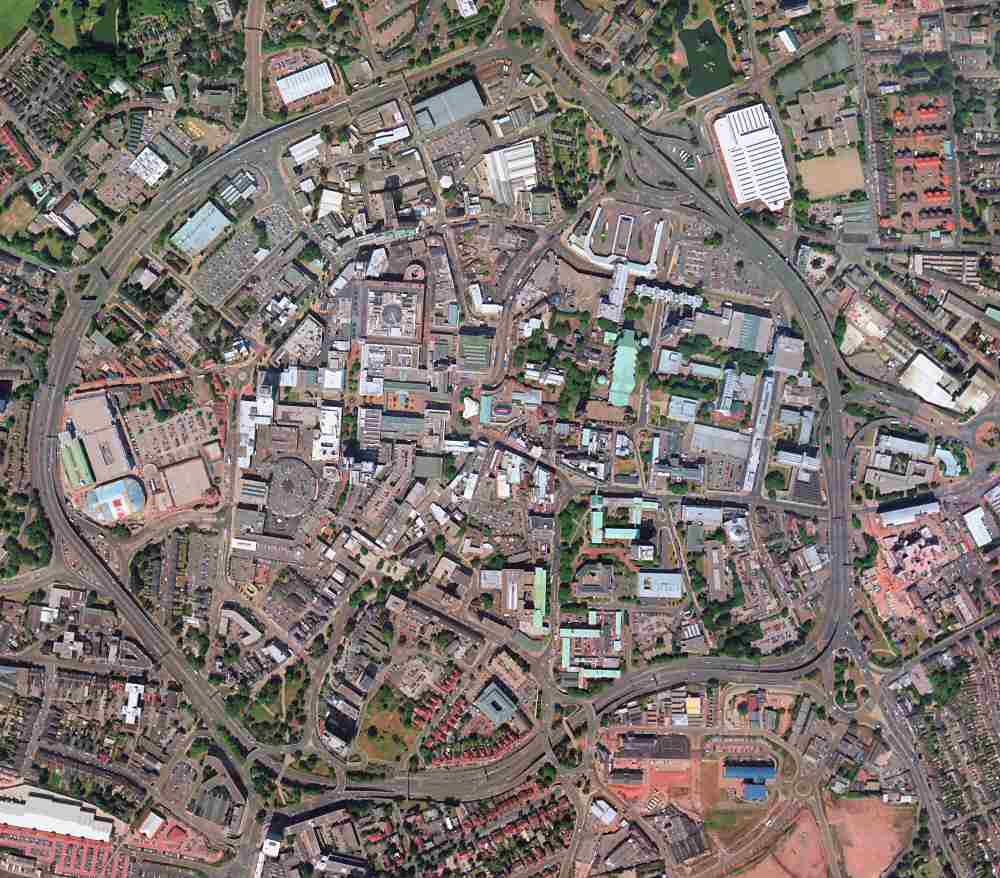
Vista aerea del centro di Coventry, circondato dalla circonvallazione interna

Coventry è un nodo stradale di importanza regionale: la città è servita dalle strade A45 (Birmingham - Thrapston) e A46 (Bath - Cleethorpes) che, presso Coventry diventano strade a doppia carreggiata.
Coventry ha una circonvallazione interna, la A4053, con caratteristiche superstradali, completata nei primi anni settanta, e la Phoenix Way, una strada a doppia carreggiata in direzione nord-sud inaugurata nel 1999, che ha migliorato le condizioni del traffico della città.
Nelle vicinanze transitano, inoltre, le autostrade M6, M69 (a nord del centro della città), M45 (a est) e M40 (a sud).

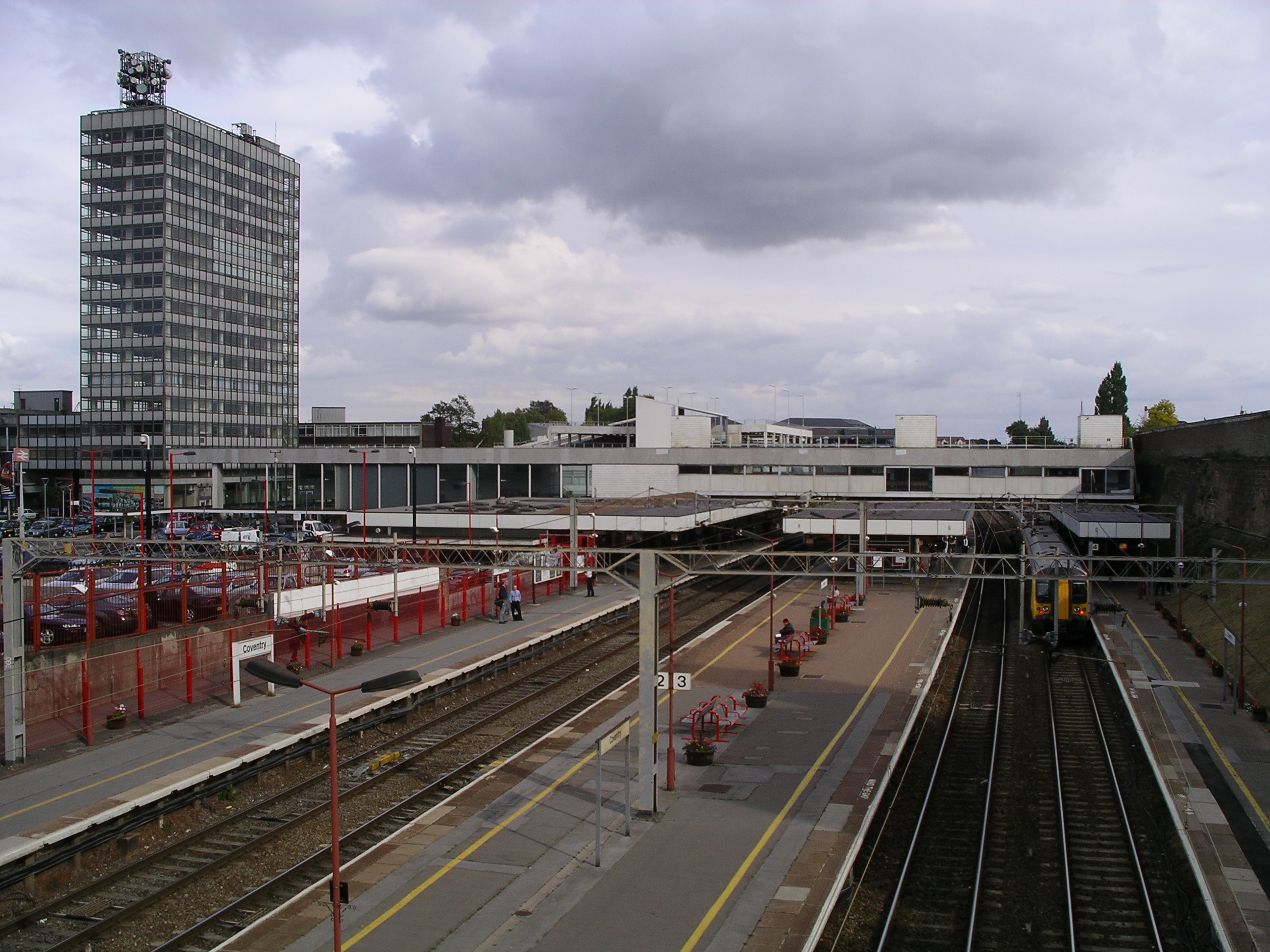
Stazione di Coventry

Per il trasporto ferroviario, la stazione ferroviaria di Coventry è posta sulla West Coast Main Line, e ha servizi forniti dalle compagnie Virgin Trains, London Midland e Cross Country. Dalla stazione vi sono servizi ferroviari regolari tra Londra e Birmingham (e destinazioni più settentrionali). Linee ferroviarie minori sulle quali è posta la stazione sono quella per Nuneaton via Bedworth e quella per Leamington Spa, che si dirige verso la costa sud.
Coventry ha anche due stazioni ferroviarie suburbane a Canley e a Tile Hill. Una nuova stazione ferroviaria che serve la parte settentrionale della città, vicino alla Ricoh Arena, posta lungo la linea per Nuneaton, è stato sotto esame per molti anni.
Gli aeroporti principali più vicini sono l'Aeroporto Internazionale di Birmingham, a circa 18 km ad ovest della città, e l'aeroporto di Coventry in Baginton, situato a 8 km a sud del centro della città.
Come in molte altre città del Regno Unito, gli autobus costituiscono la base per la mobilità urbana.
Operatori del servizio viario a Coventry sono National Coventry Express, Travel de Courcey e Stagecoach nel Warwickshire. L'autostazione di Pool Meadow è la principale stazione di interscambio di autobus e pullman nel centro della città. I parcheggi di interscambio in città sono due, uno presso il War Memorial Park e uno presso Courthouse Green.

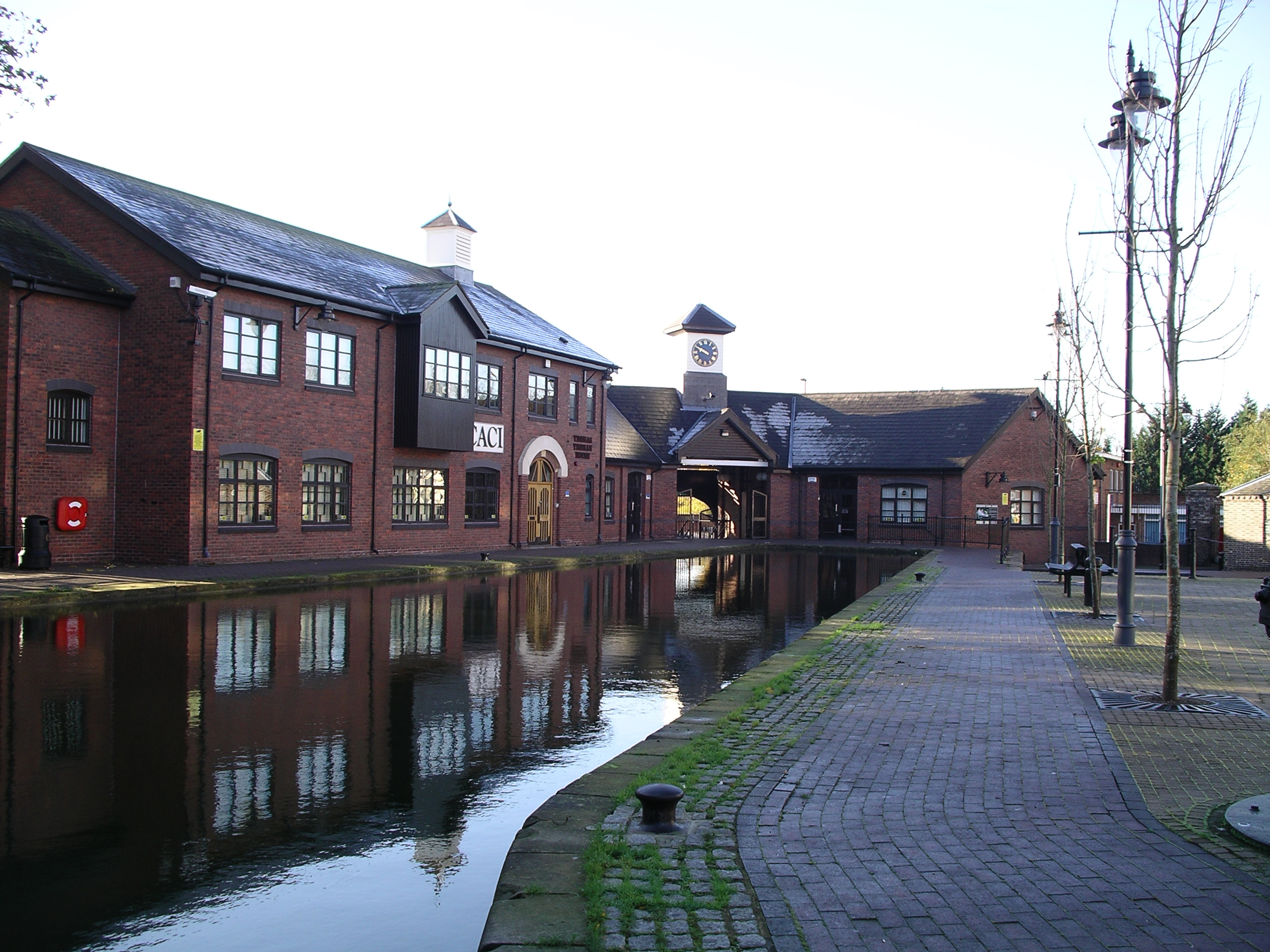
Coventry Canal Basin

Il Canale di Coventry termina non lontano dal centro della città, nel Coventry Canal Basin. Il canale è navigabile per 61 chilometri fino al Bivio Fradley, presso Lichfield, nello Staffordshire.

## Amministrazione

### Politica locale

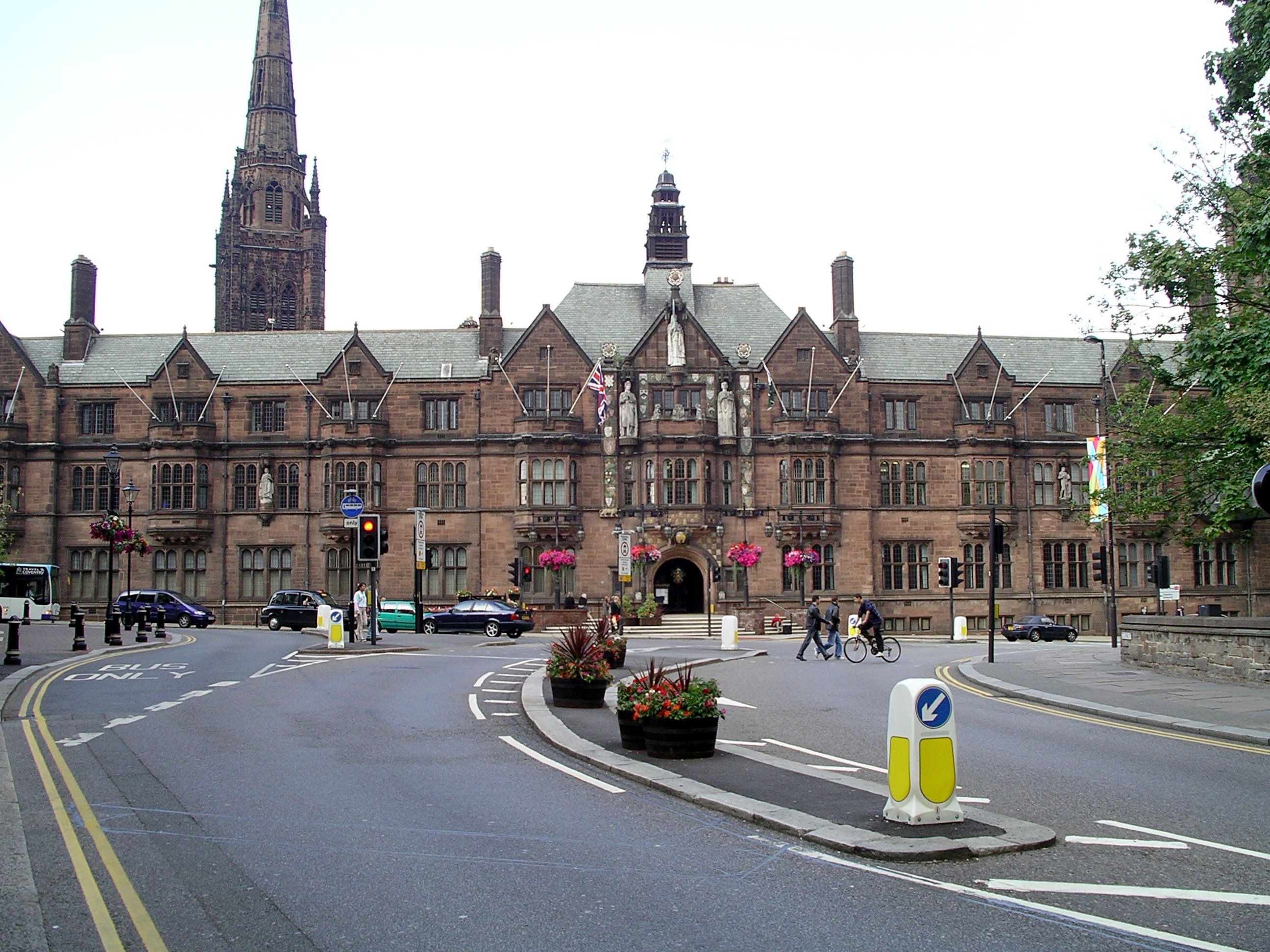
Sede del Consiglio della Città di Coventry

Tradizionalmente parte del Warwickshire (benché sia stata una contea a sé stante per 400 anni), Coventry divenne un distretto conteale indipendente nel 1889. Divenne, dopo l'approvazione della riforma dei governi locali del 1974, un distretto metropolitano della contea dei West Midlands, anche se Coventry confina solamente a ovest con un altro borgo della contea, ossia Solihull, mentre gli altri confini sono con il Warwickshire. Nel 1986, il Consiglio della contea dei West Midlands è stato abolito e Coventry un'autorità unitaria a sé stante.
Coventry rimane, tuttavia, ancora fortemente associata con la sua contea tradizionale, il Warwickshire; questo può essere dovuto alla sua posizione geografica, in quanto Coventry sembra "sporgere" innaturalmente nel Warwickshire, formando in quest'ultima una specie di grande protrusione.
Coventry è amministrato dal Consiglio della Città di Coventry, controllata sin dal 2010 dal Partito Laburista e guidato, dal maggio 2013, da Ann Lucas. La città è divisa in 18 rioni ciascuno rappresentato da tre consiglieri. Il presidente del Consiglio è il sindaco, che, all'interno del Consiglio, ha un voto decisivo.
A maggio 2012, il numero di consiglieri per partito all'interno del Consiglio della Città di Coventry era:
| Partito              | Numero di consiglieri |
| -------------------- | --------------------- |
| Partito Laburista    | 43                    |
| Partito Conservatore | 11                    |

### Gestione dei servizi
Alcuni servizi locali sono forniti da agenzie operanti a livello di contea, tra cui la West Midlands Police, i Vigili del Fuoco del West Midlands e, l'agenzia responsabile per i trasporti pubblici, la West Midlands Passenger Transport Executive (Centro).
A partire dal 2006, invece, i servizi ambulanze hanno cominciato a operare a livello regionale, in quanto, la Coventry Ambulance Service e la Warwickshire Ambulance Service si sono fuse con la West Midlands Ambulance Service, operante anche nel Herefordshire, nel Shropshire, nel Staffordshire e nel Worcestershire. I servizi dei voli sanitari del Warwickshire e del Northamptonshire hanno sede presso l'aeroporto di Baginton.

### Politica nazionale
Coventry è rappresentata in Parlamento da tre deputati, che, attualmente sono tutti laburisti. Questi sono:
- Bob Ainsworth, rappresentante del collegio elettorale "Coventry Nord-est";
- Jim Cunningham, rappresentante del collegio elettorale "Coventry Sud";
- Geoffrey Robinson, rappresentante del collegio elettorale "Coventry Nord-ovest".

Fino al 1997, Coventry era rappresentata da quattro membri del Parlamento, dopo di che le circoscrizioni "Coventry Sud-ovest" e "Coventry Sud-est" sono state fuse per formare quella di "Coventry Sud".

### Gemellaggi
Il gemellaggio tra la città di Coventry con la città di Volgograd, nell'allora URSS fu il primo gemellaggio stipulato nella storia del mondo; la relazioni grazie alla volontà della gente comune di Coventry che volevano mostrare il loro sostegno per l'Armata Rossa sovietica durante la battaglia di Stalingrado.
Dopo la fine della seconda guerra mondiale, Coventry fu gemellata con Dresda come un atto di pace e di riconciliazione, essendo state entrambe le città pesantemente bombardate durante la guerra. A ogni paese della città gemellata è dedicato un "giardino di pace" in uno specifico quartiere o rione della città; per esempio il giardino di Sherbourne è dedicato a Bologna, il giardino di Foleshill a Jinan, ecc.
Coventry è oggi gemellata con le seguenti 26 città del mondo:
- Volgograd, dal 1943[29]
- Lidice, dal 1947
- Dresda, dal 1947
- Graz, dal 1948[30]
- Saint-Étienne, dal 1955
- Parkes, dal 1956
- Belgrado, dal 1957
- Caen, dal 1957
- Sarajevo, dal 1957
- Varsavia, dal 1957
- Vienna, dal 1957
- Arnhem, dal 1958
- Cork, dal 1958
- Kiel, dal 1959
- Ostrava, dal 1959
- Bologna, dal 1960
- Coventry (Connecticut), dal 1962
- Dunaújváros, dal 1962
- Kecskemet, dal 1962
- Kingston, dal 1962
- Galați, dal 1963[31]
- Granby, dal 1963
- Windsor, dal 1963
- Coventry (Rhode Island), dal 1971
- Cornwall, dal 1972
- Coventry (New York), dal 1972
- Jinan, dal 1983

## Sport
Calcio
La squadra di calcio cittadina è il Coventry City Football Club, fondato nel 1883 col nome di Singers F.C. Il successo più rilevante è la vittoria della FA Cup 1986-1987, imponendosi in finale per 3-2 sul Tottenham Hotspur. La squadra milita nella Championship (seconda divisione inglese); il Coventry City disputa le proprie partite presso il St. Andrew’s di Birmingham (momentaneamente in condivisione con il Birmingham City Football Club).